# Purussaurus
Purussaurus byl rod vyhynulých krokodýlů z podčeledi Caimaninae, žijících na území Jižní Ameriky. Jednalo se o jedny z největších známých krokodýlovitých plazů v historii života na Zemi.

## Popis
Tento obří krokodýlovitý plaz dosahoval délky asi 10,3 až 12,5 metru a podle různých odhadů vážil asi 5,2 až 8,5 tuny. Jednalo se tedy o jednoho z největších krokodýlů všech dob. Novější odhady udávají zástupcům tomuto rodu délku kolem 8 metrů.

Vzájemné porovnání velikosti obřích krokodýlovitých plazů.

Purussaurus byl jedním z největších krokodýlů v dějinách života na Zemi, vedle něho známe také další gigantické rody Sarcosuchus a Deinosuchus z období druhohor. Lebka purussaura se silně podobala dnešním aligátorům, bylo široká, ale na tak dlouhá a mohutná, jako u deinosucha. Žil v Brazílii a některých dalších jihoamerických státech v době před 20 až 5 miliony let (období miocénu). Potravu purussaura tvořili pravděpodobně velcí vodní i suchozemští obratlovci (ryby, želvy, říční delfíni, kopytníci, kapybary ad.). Síla čelistního stisku tohoto obřího kajmana činila podle odhadů až 69 000 newtonů, což rovněž představuje jednu z největších hodnot mezi všemi známými živočichy. Purussauři byli dominantními predátory sladkovodních ekosystémů své doby.